# Pseudorhianus
Pseudorhianus är ett släkte av skalbaggar. Pseudorhianus ingår i familjen vivlar.
Kladogram enligt Catalogue of Life:
| Pseudorhianus | \| \| Pseudorhianus compressirostris \| \| \| \| \| \| Pseudorhianus conformis \| \| \| \| \| \| Pseudorhianus impressus \| \| \| \| |
|               | \| \| Pseudorhianus compressirostris \| \| \| \| \| \| Pseudorhianus conformis \| \| \| \| \| \| Pseudorhianus impressus \| \| \| \| |
|               | Pseudorhianus compressirostris |
|               | |
|               | Pseudorhianus conformis |
|               | |
|               | Pseudorhianus impressus |
|               | |